# Paul Hönicke
Paul Hönicke (* 13. September 1883 in Dessau; † 14. März 1963) war ein deutscher Konteradmiral der Kriegsmarine.

## Leben
Paul Hönicke trat am 10. April 1901 in die Kaiserliche Marine ein. Am 25. April 1912 wurde er zum Kapitänleutnant befördert. Bis November 1917 war er erst als III. und später als II. Artillerie-Offizier auf der Moltke. Anschließend war er bis Kriegsende I. Adjutant der Inspektion der Küstenartillerie und des Minenwesens.
Nach dem Krieg wurde er in die Reichsmarine übernommen und am 8. März 1920 Korvettenkapitän. 1922 war er zur Dienststellung in die Flottenabteilung des Marinekommandoamtes kommandiert. 1925 war er Kommandeur der Küstenwehrabteilung IV (Cuxhaven). Am 2. Oktober 1926 wurde er zum Fregattenkapitän befördert und im gleichen Jahr Direktor des Artillerie- und Navigationsressort an der Marinewerft Wilhelmshaven. In dieser Position wurde er am 1. Oktober 1928 Kapitän zur See und schied am 30. September 1931 aus dieser Position aus der Marine aus.
In der Kriegsmarine war er von September 1939 bis März 1941 Referent im Heereswaffenamt. Am 1. April 1941 wurde er Konteradmiral z. V. und Beauftragter des Marinewaffenamtes beim Heereswaffenamt. Ende Juni 1943 wurde er aus dieser Position aus der Kriegsmarine verabschiedet.